# Impatiens aadishankarii
Impatiens aadishankarii är en balsaminväxtart som beskrevs av Bhaskar och Sringesh. Impatiens aadishankarii ingår i släktet balsaminer, och familjen balsaminväxter. Inga underarter finns listade i Catalogue of Life.